# Mapeo móvil
El mapeo móvil consiste en la integración de diferentes métodos de captura de datos, como pueden ser cámaras fotográficas, escáneres láser, Radar, Lidar..., para conseguir un resultado para el cual sería necesario realizar la captura de los mismos datos el mismo número de veces que diferentes métodos queramos utilizar. Los instrumentos utilizados por esta técnica se ven sobre todo en aparatos situados sobre coches, aunque también se puede situar sobre trenes o cualquier otro vehículo dependiendo el uso o finalidad del producto final.

## Composición de la instrumentación
Los aparatos más utilizados se componen de:
- Sistema de posicionamiento global (GPS), proporciona la posición de un punto dentro del conjunto de todos los aparatos.
- Sistema de Navegación Inercial (INS), mide las velocidades angulares y las aceleraciones, para poder determinar la posición del sistema cuando la señal GPS se pierde, también añade precisión a la determinación de la posición del sistema de posicionamiento global.
- Escáner láser, pueden existir diferentes configuraciones en cuanto a los láser: diferente número de escáneres, diferente orientación de los mismos. Esto depende del tipo de escáner que se utilice y de que manera tome los datos; también depende del vehículo en el cual irá el aparato.
- Cámara fotográfica, se pueden utilizar cámaras de diferentes calidades, dependiendo, como anteriormente se ha mencionado, de la calidad que se necesite para el resultado. Se suelen utilizar cámaras que permitan la creación de fotografías panorámicas de 360°.
- Opcionalemente se pueden utilizar instrumentos que midan la distancia recorrida en caso de que la señal GPS se pierda, para poder determinar el camino recorrido por el vehículo y poder obtener una posición más rápido una vez vuelva a recibir señal GPS.

## Geometría en la posición de los instrumentos
El sistema GPS únicamente obtiene la posición del punto en el cual se encuentra la antena, por lo tanto hay que tener en cuenta las distancia en los tres ejes de coordenadas que existen entre todos los instrumentos y el GPS. Esto es totalmente necesario, ya que los datos de los escáner láser deben tener el mismo sistema y origen de coordenadas para que los puntos de cada escáner tengan coherencia entre ellos y formen la escena tal y como estaba en el momento de la captura. Las fotografías también deben estar georreferenciadas, por lo que es absolutamente necesario conocer estos desfases de coordenadas; una de las funciones que se pueden realizar gracias a obtener estos desfases es que se puede asignar un valor RGB(color) a cada punto de los datos láser, por lo que a la hora de visualizar la nube de puntos completa, obtenemos un resultado muy visual, no únicamente una nube en grises.